# 勇氣
『勇氣』（ヨンチー、ピン音:Yǒng Qì ）は、マレーシア出身の歌手、梁静茹（フィッシュ・リョン）の2作目のアルバム。

## 解説
- 初回版の発売は2000年8月2日。同年8月22日には「勇氣」「如果有一天」2曲のPVを収めたVCDとの2枚組『如果有一天』が発売された。但し、このセカンドロットのCDの中身は初回版とまったく同じであり、ジャケットやCDのレーベル面も『勇氣』と表記されている。
- このアルバムと前作『一夜長大』からそれぞれ5曲ずつを収録したアルバム『Princess from East '01』が2001年7月20日にリリースされた。

## 収録曲

### CD
1. 勇氣
作詞:瑞業、作曲:光良
2. 如果有一天
作詞:易齊、作曲:郭文賢
3. 半個月亮
作詞:易齊、作曲:易齊
4. 沒有水的游泳池
作詞:李焯雄、作曲:蔡健雅
5. 最爛的理由
作詞:狗毛、作曲:狗毛
6. 愛你不是兩三天
作詞:潘協慶+葛大為、作曲:潘協慶
7. 愛計較
作詞:李焯雄、作曲:陳冠蒨
8. 昨天
作詞:管啓源、作曲:陳小霞
9. 多數是晴天
作詞:李焯雄、作曲:高進榮
10. 最後
作詞:袁惟仁、作曲:袁惟仁

### VCD
1. 勇氣 PV
2. 如果有一天 PV